# Xylospongium

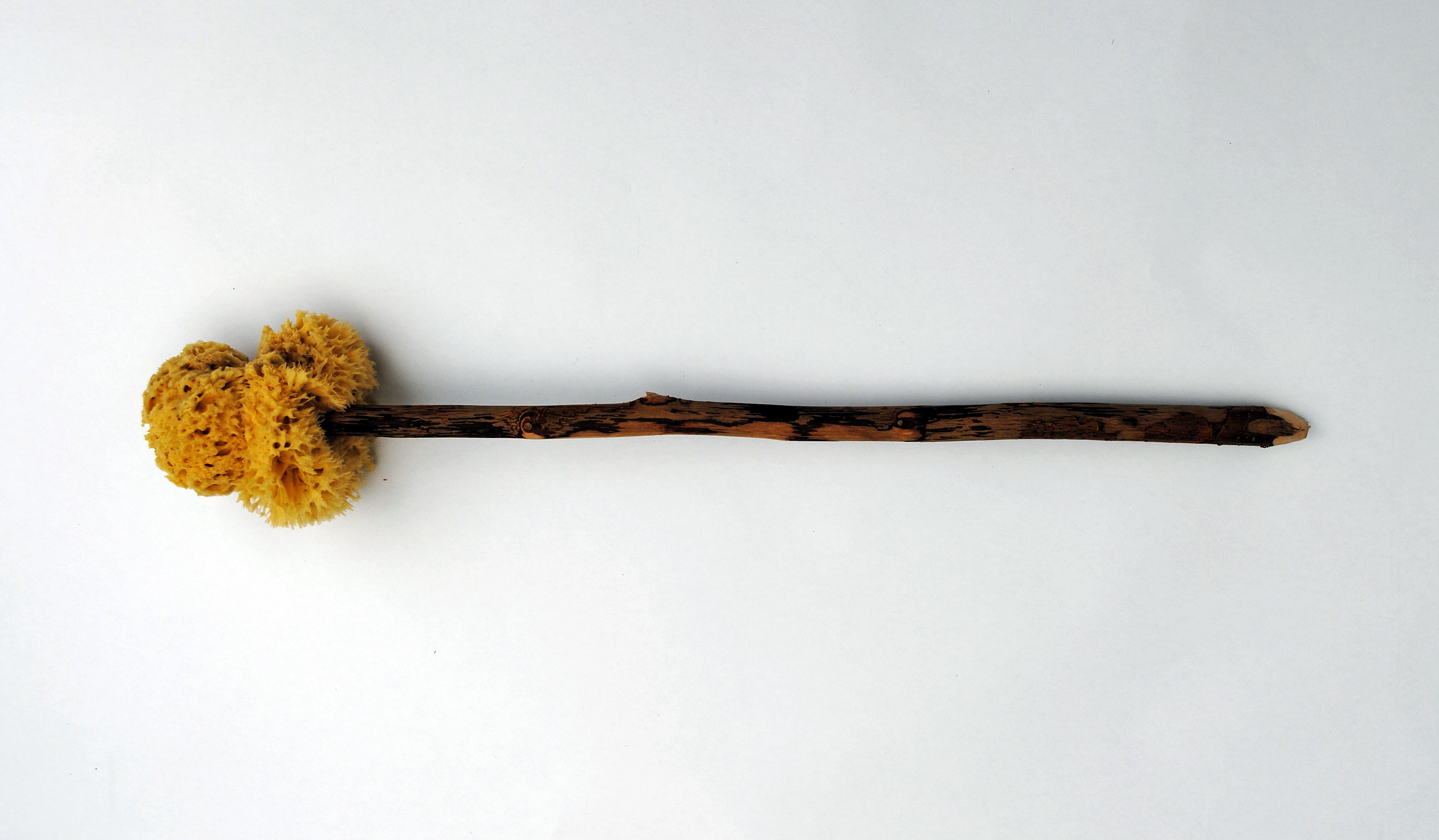
Xylospongium (Nachbildung)

Das Xylospongium (auch lateinisch Tersorium) ist ein Gerät der Antike, das als Vorläufer der modernen Toilettenbürste gilt. Es besteht aus einem hölzernen Stock (griech. ξύλον xylon ‚Holz‘), an dessen Ende ein Schwamm (griechisch σπόγγος spongos ‚Schwamm‘) befestigt ist.
Inschriftlich überliefert ist der Ausdruck auf einem Fresko in den Thermen der Sieben Weisen in Ostia. Hier wurde bereits im 2. Jahrhundert der antike Besucher mit dem Hinweis (u)taris xylosphongio (dt. Benutzt das Xylospongium) zum Gebrauch der Toilettenbürste animiert.

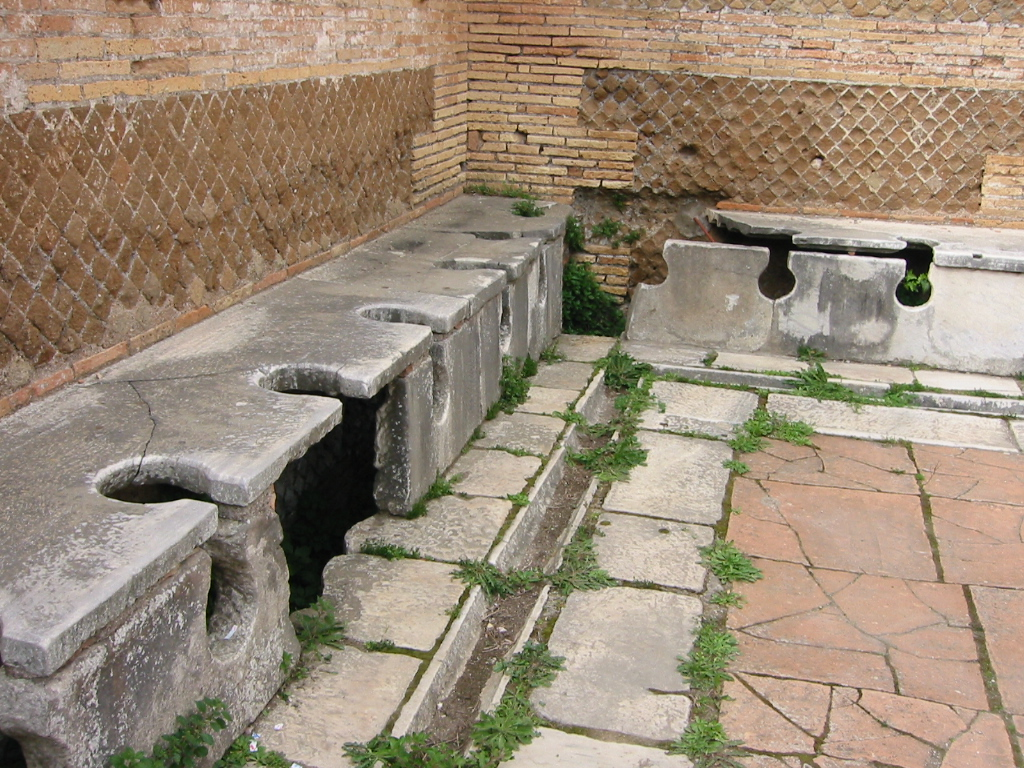
Latrine in den Thermen der Sieben Weisen in Ostia (2. Jahrhundert)

In der schriftlichen Überlieferung wird das Xylospongium erstmals in einem Brief des Claudius Terentianus an dessen Vater Claudius Tiberianus erwähnt, der in einem Papyrus aus dem ersten Viertel des 2. Jahrhunderts überliefert ist. Darin gibt C. Terentianus eine sprichwörtliche Verwendung des Begriffs wieder.
Der römische Philosoph Seneca berichtet in der Mitte des ersten Jahrhunderts von einem germanischen Gladiator, der sich im Abort eines Amphitheaters das Leben nahm, indem er sich den Stecken eines Schwammstockes in den Schlund trieb.
Ende des ersten Jahrhunderts beschreibt Martial in einem seiner Epigramme einen „elenden Schwamm an einem ehrlosen Stab“, mit dem die Reste eines Mahls beseitigt werden.
Alle Primärquellen implizieren einen Umgebungskontext, der auf eine Verwendung des Xylospongiums in antiken Latrinen hindeutet, ohne die genaue Handhabung zu erläutern.
In der älteren Sekundärliteratur findet sich häufig eine Interpretation zur Verwendung des Xylospongiums zum Säubern des Gesäßes. In der von Lindsay und Patricia Watson besorgten Martialausgabe aus dem Jahr 2003 etwa wird noch erklärt, dieses Gerät sei benutzt worden, „to wipe oneself after defecation“ (dt. „um sich nach dem Stuhlgang abzuwischen“), und danach in der Wasserrinne, die es in den meisten öffentlichen Toiletten gegeben habe, für den nächsten Benutzer gereinigt worden. Sigwart Peters ging 2011 ebenfalls noch von dieser Nutzung des Xylospongiums aus. In einem Beitrag in der Stuttgarter Zeitung zur Geschichte der Toilette beschrieb Robin Szuttor 2011 detailliert, das Xylospongium sei zwischen den Beinen durchgeführt worden, um den After zu reinigen, und anschließend in einem wassergefüllten Kübel ausgedrückt worden.
Diese These zur Nutzung des Xylospongiums beruht jedoch laut Gilbert Wiplinger nicht auf belastbaren Quellen und darf als hinreichend widerlegt angesehen werden. Wiplinger stellte auf dem Frontinus-Symposium Sanitas per aquam im Jahr 2009 eine neue Theorie zum Gebrauch des Xylospongiums auf, die er 2012 auch publizierte. Er favorisiert eine Nutzung des Xylospongiums zur sekundären Reinigung antiker Aborte in ähnlicher Form, in der heute moderne Toilettenbesen genutzt werden. 2010 wurde dann auch im Rahmen der Nox Latina Viennensis die Frage aufgeworfen, ob die Römer „Wischer“ oder „Wascher“ gewesen seien.
Der Fund zahlreicher Stoffreste in einer antiken Sickergrube in Herculaneum ließ den Umweltarchäologen Mark Robinson darauf schließen, dass diese Fetzen statt des heute gebräuchlichen Toilettenpapiers zum Abwischen genutzt wurden.

### Primärquellen
- Claudius Terentianus, Michigan Papyri VIII, 29–30 Digitalisat
- Seneca, Epistulae morales 8, 70, 20
- Martial, Epigrammata 12, 48, 7

### Sekundärliteratur
- Richard Neudecker: Die Pracht der Latrine. Zum Wandel öffentlicher Bedürfnisanstalten in der kaiserzeitlichen Stadt. Pfeil-Verlag, München 1994 (Studien zur antiken Stadt, Bd. 1) ISBN 3-923871-86-4, S. 36–37.
- Gilbert Wiplinger: Der Gebrauch des Xylospongiums – eine neue Theorie zu den hygienischen Verhältnissen in römischen Latrinen. In: SPA. SANITAS PER AQUAM. Tagungsband des Internationalen Frontinus-Symposiums zur Technik- und Kulturgeschichte der antiken Thermen Aachen, 18.–22. März 2009. Peeters, Leiden 2012, ISBN 978-90-429-2661-5. S. 295–304